# Commedia per musica
Commedia per musica (dříve také: commedia in musica hudbě hudební komedie) je italský hudební termín. Označení komické opery, zejména v Neapoli 18. století. 
Termín commedia per musica pravděpodobně nebyl používán k označení subžánru, jako je dramma giocoso (hravé drama).
V 19. století byl termín také používán pro na komickou operu, ve kterém se místo recitativů používaly dialogy v neapolském dialektu.